# Andro Knel
Andro Charles Willem Knel (* 8. Oktober 1967 in Rotterdam; † 7. Juni 1989 bei Zanderij) war ein niederländischer Fußballspieler; sein Vater war Surinamer, seine Mutter Niederländerin.

## Laufbahn
Knel wuchs zunächst in Rotterdam und seit 1977 in Den Haag auf, wo er Jugendmannschaften von HMSH, DWO, ADO und FC Den Haag durchlief. Der offensive Mittelfeldspieler schaffte den Durchbruch mit 19 Jahren, nachdem er 1986 nach Rotterdam zurückgekehrt war. Für Sparta Rotterdam trat er 44-mal in der Eredivisie an und erzielte dabei ein Tor. In der Winterpause 1988/89 wechselte er zu NAC Breda, für die er in 19 Ligaspielen ebenfalls einen Treffer erzielte.

## Unfalltod
Am 7. Juni 1989 flog er mit der Kleurrijk Elftal, einer Auswahl niederländisch-surinamischer Spieler, zu einem geplanten Freundschaftsturnier in Paramaribo. Der Surinam-Airways-Flug 764 stürzte beim Landeanflug ab, Knel und 14 weitere Mitglieder der Mannschaft waren unter den 176 Todesopfern.

## Ehrungen
Knel war bei den Fans beliebt; er hörte gern Reggaemusik und ähnelte mit seinen Rastalocken seinem Landsmann Ruud Gullit. Der Tod Knels brachte Sparta- und NAC-Anhänger näher zusammen. Seit 2005 spielen Mannschaften beider Fangruppen vor den offiziellen Begegnungen der beiden Teams in der Liga um den Andro Knel Bokaal. Am 7. April 2017 wurde im Rat-Verlegh-Stadion von NAC Breda, unterhalb der Tribüne, ein Porträt Knels enthüllt.